# Краљевац (острво)
Краљевац је мало ненасељено острвце у хрватском делу Јадранског мора у акваторији општине Округ.
Краљевац је уз Пијавицу и Свету Фумија једно од 3 острвца у тој акваторији. Налази се око 800 метара јужно од острва Чиова. 
Површина острва износи 0,53 км². Дужина обалне линије је 1,01 км. . Највиши врх на Краљевцу је висок 33 метра.
Према легенди, име је добио по Бели IV који се бежећи од Монгола сколонио на то острво.